# Hopspreeuw
De hopspreeuw (Fregilupus varius) is een uitgestorven zangvogel uit de familie Sturnidae (spreeuwen).

## Verspreiding en leefgebied
Deze soort was endemisch op het Afrikaanse eiland Réunion.

## Status
De vogel werd tussen 1669 en 1830 regelmatig beschreven, dus was hij in die periode waarschijnlijk een algemene vogel. In 1837 werd de laatste vogel geschoten. Tussen 1850 en 1860 raakte deze spreeuw uitgestorven.